# St. Laurentius (Kenzingen)

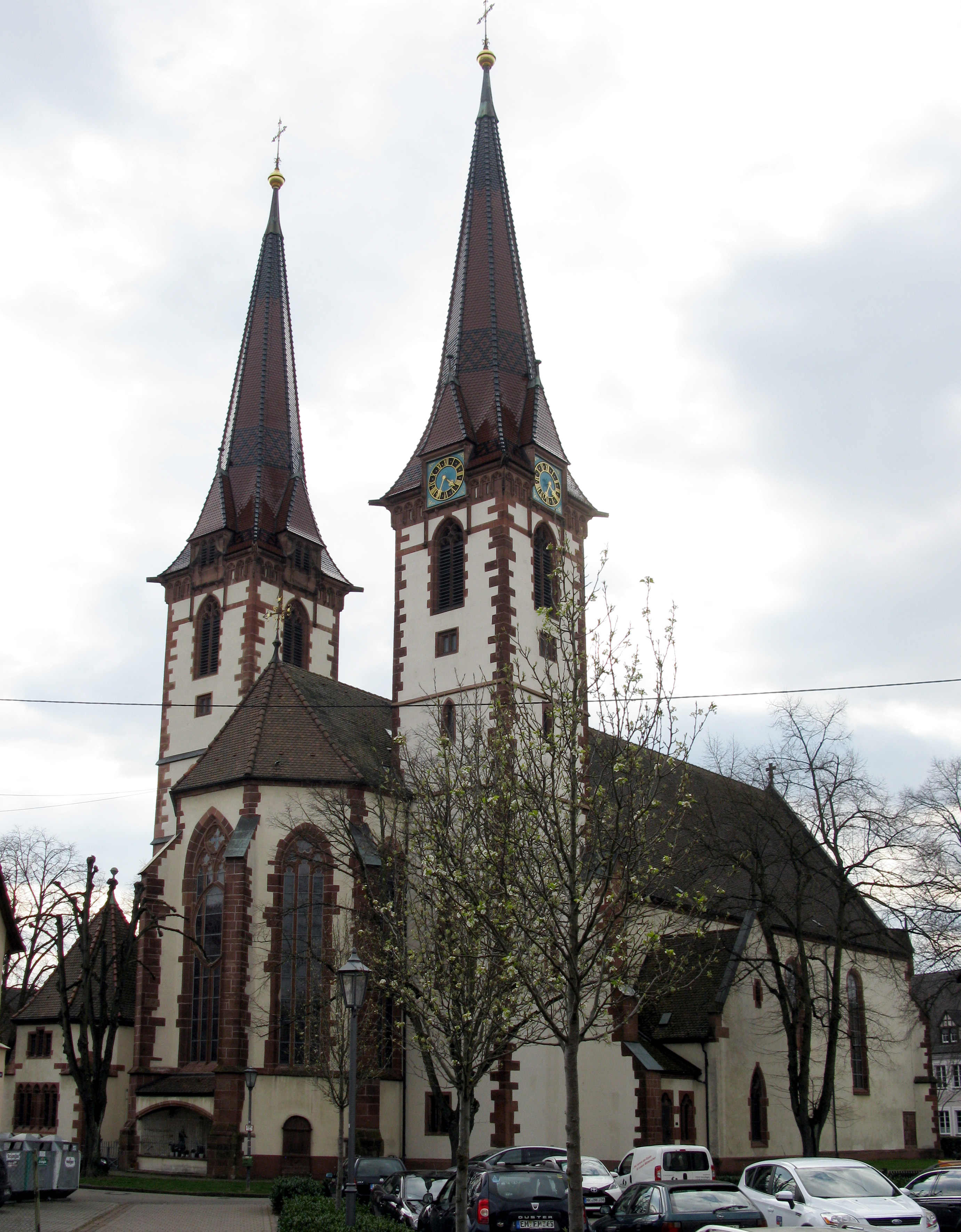
St. Laurentius von Nordost

St. Laurentius ist die römisch-katholische Pfarrkirche von Kenzingen, dem namengebenden Stadtteil der 1971 und 1974 durch Eingemeindungen vergrößerten Stadt Kenzingen im Breisgau. Die Kirchengemeinde bildet mit St. Sebastian in Bombach, St. Andreas in Hecklingen und St. Barbara in Nordweil, drei weiteren Stadtteilen von Kenzingen, die Seelsorgeeinheit Kenzingen des Erzbistums Freiburg. Grundlegendes zu Geschichte und Gestalt der Kirche bieten der Artikel von Franz Xaver Kraus in den Kunstdenkmälern des Grossherzogthums Baden, 1904, und neuere Arbeiten des aus Kenzingen stammenden Lehrers Stefan Rieder (* 1965). Die künstlerisch prägenden Teile stammen aus gotisch und barock bauender Zeit. Darüber hinaus ist St. Laurentius kunsthistorisch einiger – zugeschriebener – Frühwerke Johann Christian Wentzingers wegen bedeutsam, entstanden um 1734 nach seiner Rückkehr aus Rom und bald nach dem für ihn gesicherten Taufstein der Kirche des Klosters St. Peter auf dem Schwarzwald.

## Geschichte
Nach dem Lorscher Codex schenkte im Jahr 772 ein „Eckehard“ zu seinem Seelenheil alles, was er Breisgau in der Gemarkung Kenzingen besaß, dem Kloster Lorsch. Mit diesem „Kenzingen“ war nicht die heutige Stadt gemeint, die erst 477 Jahre später gegründet wurde, sondern ein Dorf östlich davon, in den Gewannen Peters- und Georgenbreite. Dort gab es, 1275 im Liber decimationis des Bistums Konstanz erstmals erwähnt, zwei Kirchen, den Heiligen Petrus und Georg geweiht. St. Peter war mit der elsässischen Abtei Andlau verbunden, St. Georg mit dem Kloster Einsiedeln.
Weltliche Herren, wohl auch Vögte der Abtei Andlau, waren die Herren von Kenzingen, die auf dem 1094 bezeugten „castrum Cancingen“ saßen, der heute verschwundenen Burg Kenzingen im Kenzinger Gewann Eyerkuchen. Als sie um 1140 ausstarben, folgten die Herren von Üsenberg. Die Üsenberger erwarben im 12. Jahrhundert umfangreichen Eigenbesitz im nördlichen Breisgau, im Kaiserstuhl und um Kenzingen, darunter die Vogtei für Andlau und Kloster Einsiedeln. 1219 besaßen sie die Kirnburg im Herbolzheimer Stadtteil Bleichheim, später ein Zentrum ihrer Herrschaft. 1244 gewährten zwei Üsenberger den Schwestern des auf Kenzinger Gemarkung gelegenen Klosters Wonnental besonderen Schutz. Im Jahr 1249 schließlich gründete Rudolf II. von Üsenberg (1231–1258) die Stadt Kenzingen, nicht zuletzt als militärische Bastion gegen die Grafen von Freiburg. Die Aufwertung des alten Dorfes Kenzingen zur Stadt wäre auf den Widerstand Andlaus und Einsiedelns gestoßen. So aber entstand die neue Stadt, wie in der Gründungsurkunde betont, auf üsenbergischem Grund und Boden. Hier hatten die Üsenberger freie Hand. Das Dorf verfiel seitdem. Man sprach von ihm als „villa Chenzingen“, „Altenkenzingen“ oder „Kenzingen antiqua“.  Mitte des 15. Jahrhunderts war es verlassen, ein Ort, „da nit lut wonen“.
Der letzte Üsenberger, Friedrich, wollte Kenzingen an den entfernt verwandten Markgrafen Heinrich IV. von Baden-Hachberg vererben. Doch als er 1356 starb, beanspruchte Herzog Albrecht II. von Österreich die Üsenberger Besitztümer als anheimgefallene Lehen für sich. Nach längerer Auseinandersetzung kam Kenzingen 1369 von den Markgrafen an die Habsburger, so wie im Jahr zuvor Freiburg im Breisgau, von den Grafen von Freiburg losgekauft, habsburgisch geworden war. Teil Vorderösterreichs, häufig verpfändet, ist Kenzingen seither geblieben, bis es, sieht man vom Zwischenspiel des Herzogtums Modena-Breisgau 1803 bis 1806 ab, gemäß dem Frieden von Pressburg ans Großherzogtum Baden fiel.
Bei der Stadtgründung 1249 wiesen die Üsenberger auch einen Platz für eine neue Stadtkirche aus. Im Konstanzer Liber decimationis ist 1275 neben St. Peter und St. Georg das „Frauenmünster intra muros“ als dritte Pfarrkirche genannt – Patronin war zunächst die Gottesmutter, erst 1681 wurde der heilige Laurentius Patron. St. Peter und St. Georg blieben neben der Marienkirche weiter Pfarrkirchen. 1344 verkaufte die Abtei Andlau ihren Besitz in Altenkenzingen – „curiam nostram et ipsius monasterium sitam in villam dicta Altenkenzingen“ – an die Stadt Kenzingen, ausgenommen das Kirchenpatronat über St. Peter, das die Abtei dreißig Jahre später an die Johanniter in Freiburg im Breisgau veräußerte. Auch Kloster Einsiedeln verkaufte im 14. und 15. Jahrhundert seinen Altenkenzinger Besitz, zuletzt, 1483, die Georgskirche an das Kloster Ettenheimmünster. 1806 wurden die beiden alten Dorfkirchen abgerissen.

## Baugeschichte

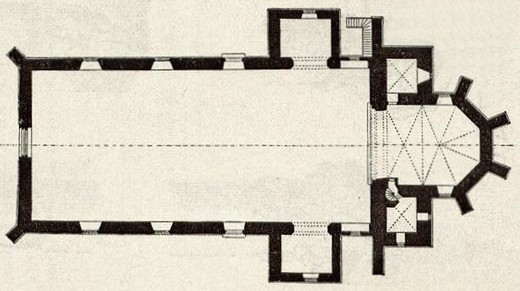
Grundriss von St. Laurentius

Was ab 1249 gebaut wurde, war zunächst ein Behelf, bestehend aus dem Untergeschoss des jetzigen Südturms als Altarraum und einem einfachen Langhaus aus Holz. Mit dem Freiburger Münster identische Steinmetzzeichen weisen auf dieselben Handwerker dort wie hier hin. Der definitive Bau spiegelt mit seiner Größe und seinen zwei Türmen den Ehrgeiz Rudolfs II. und der Kenzinger Bürger wider. Zur Zeit der Ersterwähnung im Liber decimationis standen wohl außer der Turmkapelle nur die Fundamente von Chor und Nordturm. Der Chor ist weitgehend in seinem mittelalterlichen Zustand erhalten. Das Kreuzrippengewölbe mit spätgotischem Hohlkehlenprofil ist frühestens in die Mitte des 14. Jahrhunderts zu datieren. Das jüngere Langhaus war ursprünglich eine dreischiffige Staffelhalle mit Gewölben über Mittelschiff und Seitenschiffen. 1517 ließ Ritter Wolf von Hürnheim († 1533), an den Kenzingen verpfändet war, außen an die südliche Langhauswand für sich, seine Gemahlin Beatrix geb. von Hohenrechberg († 1522) und ihre Tochter Veronika († 1517) eine Grabkapelle errichten.
Unter Pfarrer Johannes Claudius Garnier (1696–1753, Pfarrer an St. Laurentius von 1726 bis 1753) fand ab 1729 der barocke Umbau statt. Sein Prothocollum parochiae Kenzinganae berichtet: „Selbst die erfahrendsten <sic!> Architekten waren nach nicht nur einmaliger Untersuchung übereinstimmend der Meinung, die ersten Gründer seien entweder durch Krieg oder Armut daran gehindert worden, den Bau zu vollenden, oder sie seien während des Baues gestorben. Das Dach wurde mit Sicherheit niemals repariert. Da wegen der Baufälligkeit des Daches das ganze Bauwerk der Kirche zur Ruine zu werden drohte, war eine grundlegende Renovation der Pfarrkirche erforderlich.“ Die Gewölbe, die Mittelschiffwand und die sie tragenden Arkaden wurden herausgebrochen und der Raum in einen Saal mit einer flachen Holzdecke verwandelt. Für sich selbst ließ Pfarrer Garnier an die nördliche Langhauswand eine Kapelle nach dem Vorbild der Hürnheimerkapelle anbauen.
1903 bis 1906 wurden Fassade und Chor re-gotisiert. Im Jahr 1905 erhielt die Pfarrkirche unter anderem mehrere Altäre aus der Werkstätte der Gebrüder Moroder. Im Norden wurde eine Sakristei angebaut. 1960 und 1982 bis 1989 wurde die Kirche restauriert. Der Friedhof um die Kirche wurde 1820 aufgehoben.

## Gebäude

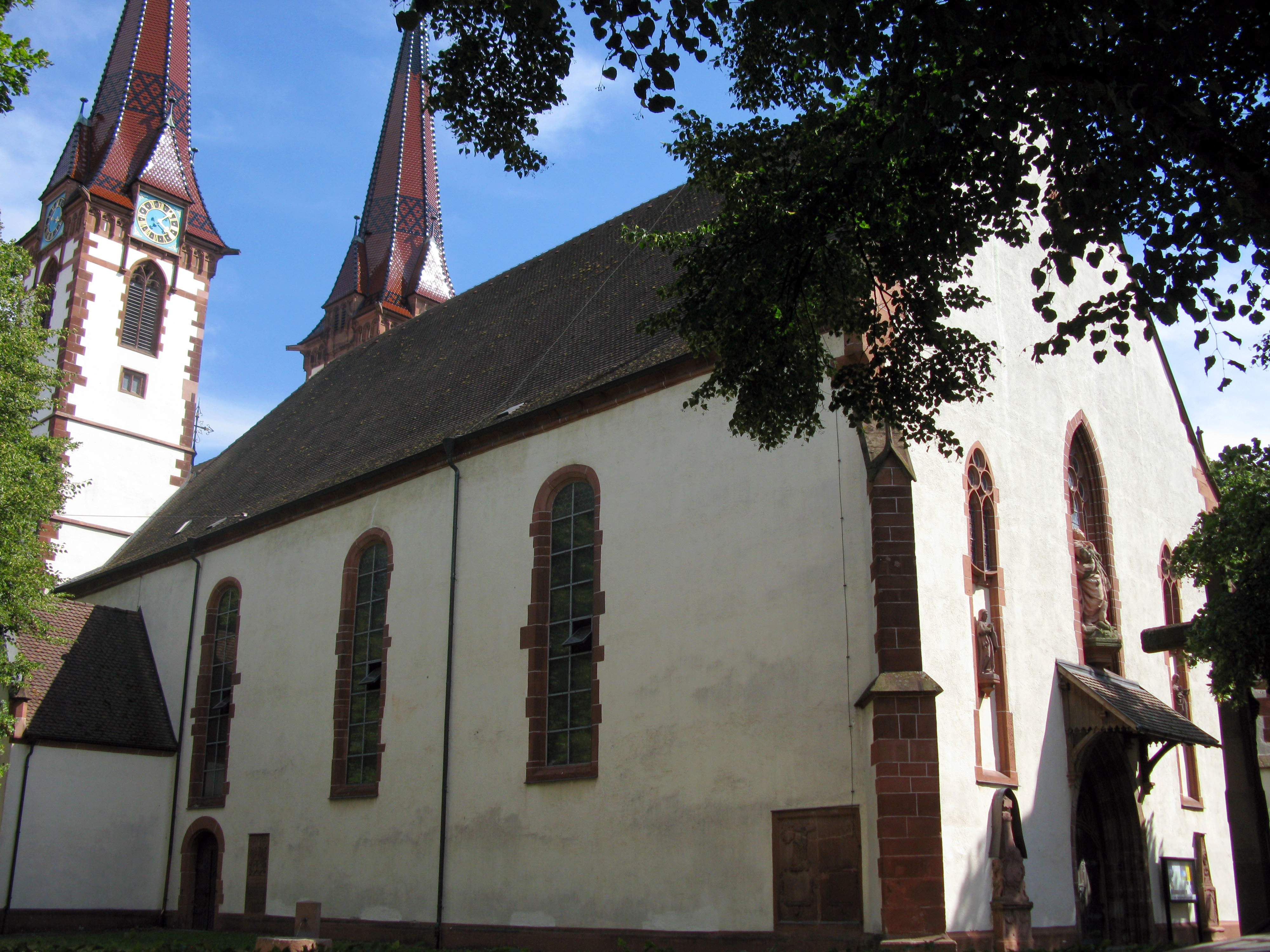
St. Laurentius von Nordwest

Mit seinen zwei Türmen beherrscht St. Laurentius weithin sichtbar die Stadt, ihr ältestes und bedeutendstes Bauwerk. Die Kirche ist geostet. In der seitlich von zwei nachmittelalterlichen Strebepfeilern gestützten Fassade öffnen sich in barocker Umrahmung das reich profilierte gotische Hauptportal, ein großes spitzbogiges Maßwerkfenster mit einer Skulpturennische sowie seitlich zwei kleinere spitzbogige Maßwerkfenster mit Skulpturennischen in Rechteckrahmen darunter. An das Langhaus, einen flachgedeckten Saal mit jederseits drei rundbogigen Fenstern und Stichkappen darüber, schließen sich ein rechteckiges gewölbtes Vorchorjoch und der in fünf Seiten des Achtecks geschlossene, „in schönen, schlanken Verhältnissen“ gewölbte strebepfeilergestützte Chor. Die meisten Gewölbedienste sind nicht auf den Boden herabgeführt, sondern ruhen auf Konsolen, die zum Teil mit Masken verziert sind. Der Schlussstein ist ein von einem Eichenlaubkranz umgebenes Malteserkreuz, dessen senkrechte Achse als Schwurhand gestaltet ist; er wurde vielleicht von den Johannitern gestiftet. Die fünf Chorfenster der Erbauungszeit wurden bei der Barockisierung des Maßwerks beraubt und teilweise zugemauert, bei der Re-Gotisierung aber unter Benutzung der noch vorhandenen Gewände nachgebildet, mit einer großen Mandorla im mittleren Fenster. Ursprünglich waren Langhaus und Chor durch einen spitzbogigen Triumphbogen getrennt, dessen Spitze heute nur noch auf dem Kirchenspeicher sichtbar ist, weil sie bei der barocken Umgestaltung und dann wieder bei der Re-Gotisierung zu einem Korbbogen verkleidet wurde.
Die Hürnheimerkapelle überfängt ein Netzgewölbe mit Rippen, die nördliche Kapelle ein rippenloses Kreuzgewölbe.

Langhaus und Chor
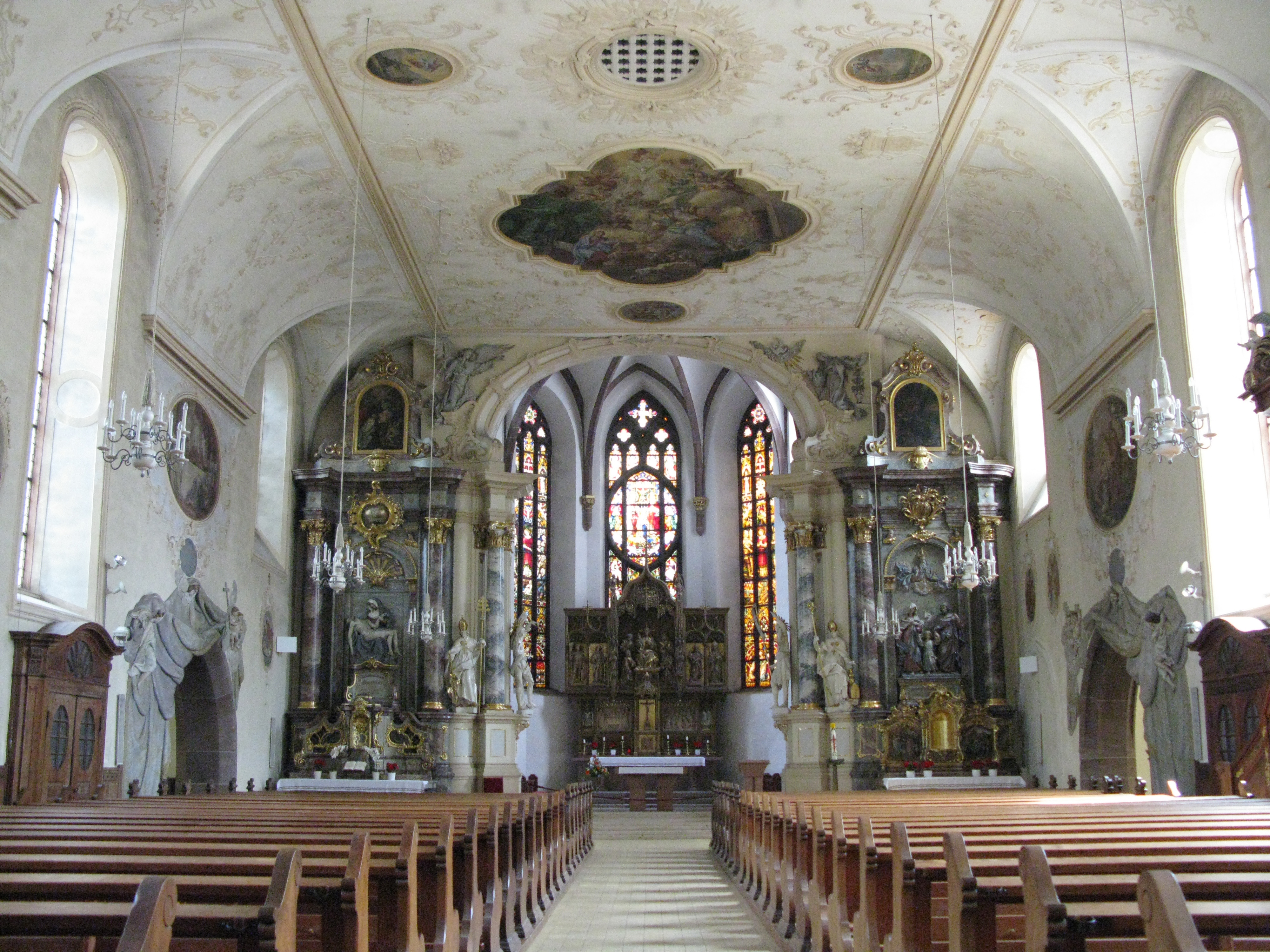
Inneres Richtung Ost
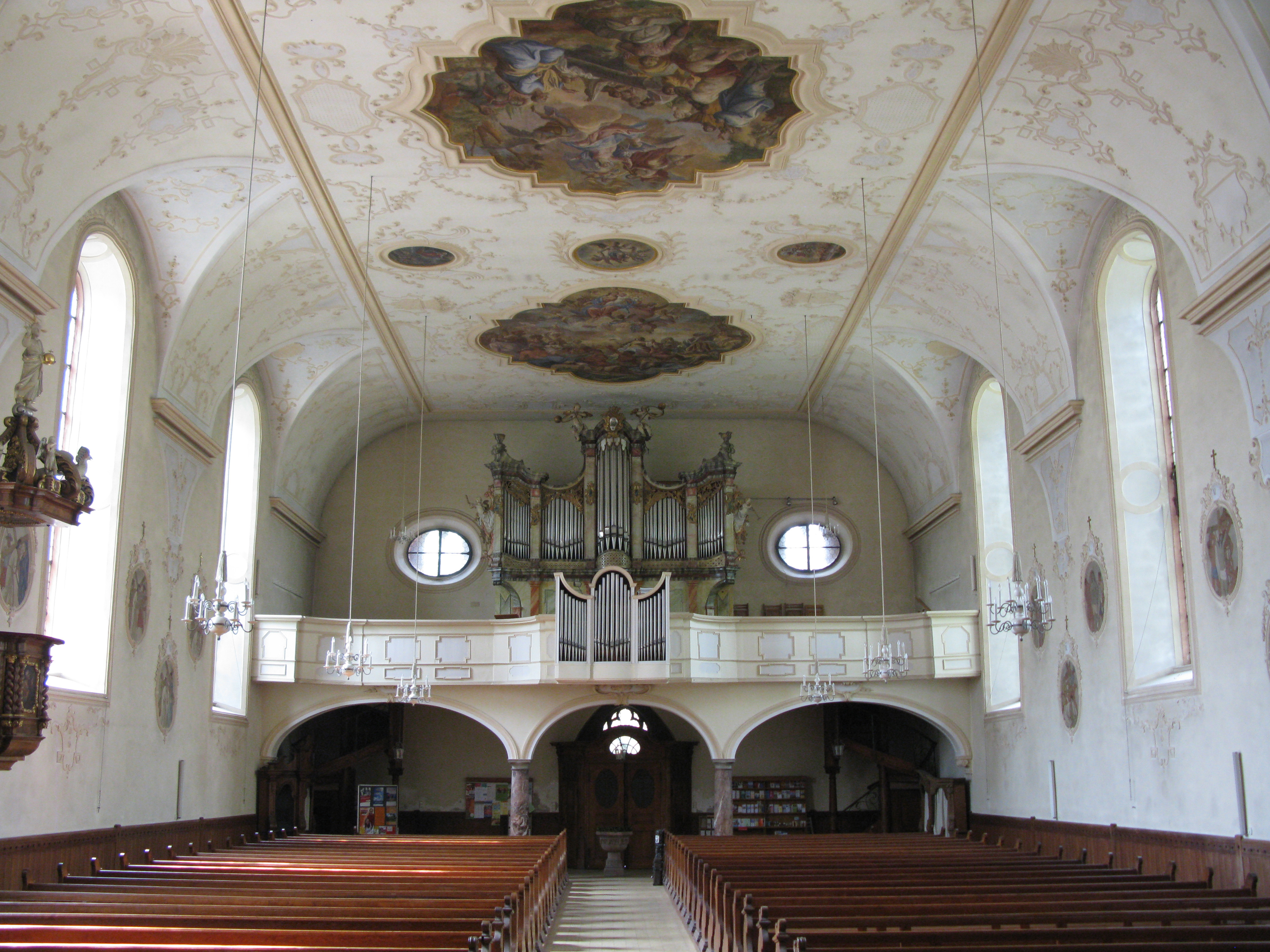
Inneres Richtung West
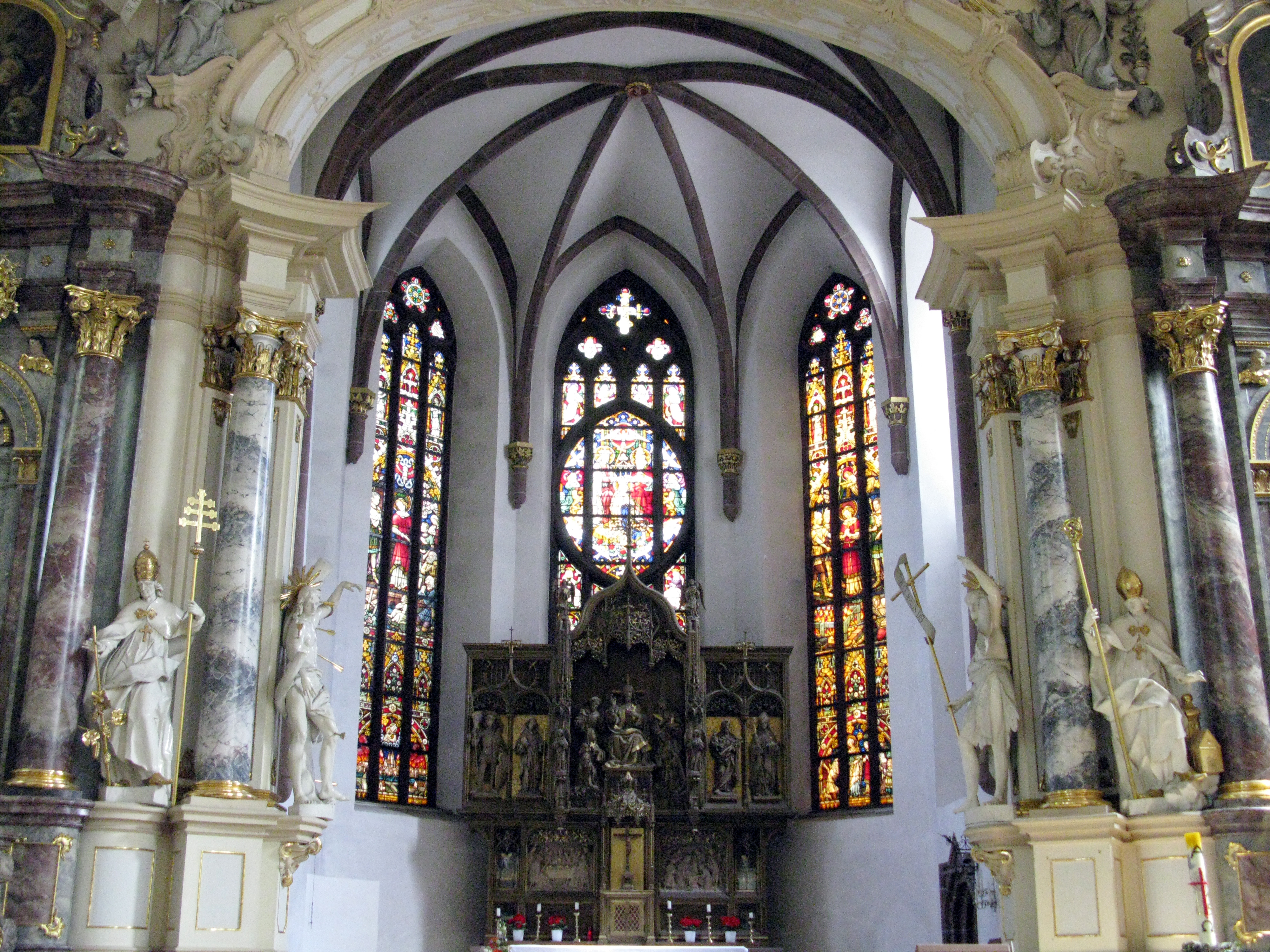
Triumphbogen und Chor
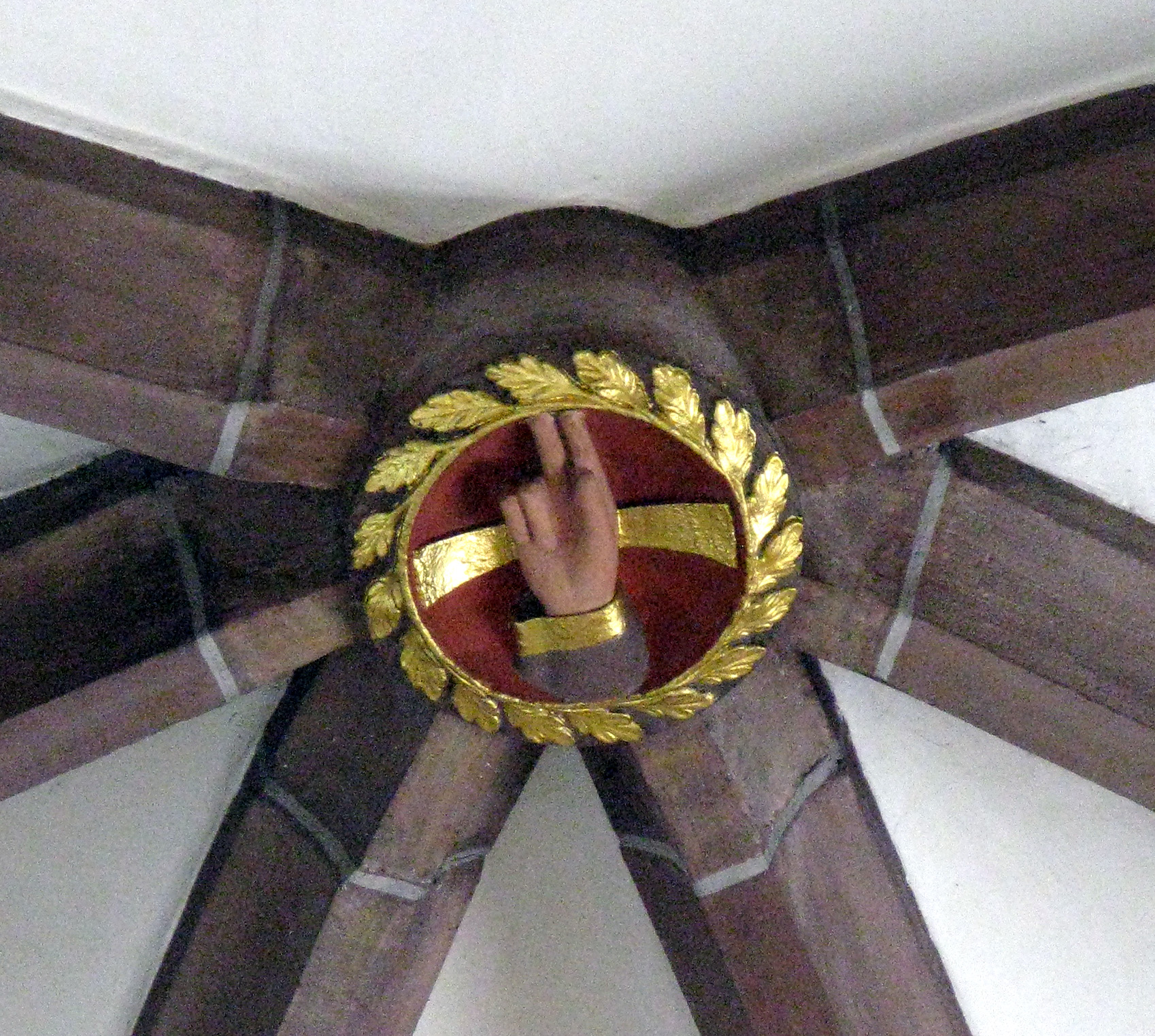
Schlussstein im Chor

Die Chorflankentürme mit ihren Eckquadern und Fenstergewänden aus rotem Sandstein wurden im Lauf der Jahrhunderte mehrfach verändert. Aus dem Mittelalter stammen die unteren Geschosse einschließlich des mit vier zweiteiligen Maßwerkfenstern versehenen Glockengeschosses. Während der nördliche Turm darunter bis auf ein weiteres Maßwerkfenster nur Mauerschlitze besitzt, ist der südliche mit mehreren schmalen Maßwerkfensterchen ausgestattet. Bei der Re-Gotisierung wurden das Dach und ein Fachwerkgeschoss des 19. Jahrhunderts abgetragen und die heutigen spitzen Helme aufgesetzt. Der Boden des südlichen Turmuntergeschosses liegt etwa 1,60 m unter dem Bodenniveau des Langhauses. Der annähernd quadratische Raum wird von einem Kreuzrippengewölbe überspannt, das von vier Konsolen getragen wird, drei davon mit Köpfen verziert. Der Boden des nördlichen Turmuntergeschosses liegt dagegen über dem Bodenniveau des Langhauses. „Vielleicht hatte man bei der Turmkapelle schon Erfahrung mit dem alljährlichen Elzhochwasser gemacht und versuchte deshalb, durch die Erhöhung des Bodenniveaus dem Wassereinbruch vorzubeugen.“ Dem Kreuzrippengewölbe fehlen hier die Dekorationen. Westliche Spitzbogenöffnungen aus den Untergeschossen zum Langhaus wurden bei der Barockisierung zugemauert und dafür Zugänge vom Chor geschaffen.
Das fünfstimmige Glockengeläut von St. Laurentius ist auf beide Türme verteilt: Die größte und die kleinste Glocke befinden sich im Nordturm, die anderen drei im Südturm. Die fünf Glocken aus Bronze stammen von verschiedenen Gießern und aus unterschiedlichen Zeiten. Sie hängen in historischen Glockenstühlen aus Holz. Die kleinste Glocke gehört nicht zum Kerngeläut. Sie wird nur bei Taufen und als Totenglocke geläutet.
| Glocke | Gussjahr | Giesser                     | Durchmesser | Gewicht | Schlagton |
| ------ | -------- | --------------------------- | ----------- | ------- | --------- |
| 1      | 1680     | Valentin Algeyer, Freiburg  | 1360 mm     | 1650 kg | es′ -9    |
| 2      | 1729     | Matthäus Edel, Straßburg    | 1150 mm     | 780 kg  | f′ -8     |
| 3      | 1729     | Matthäus Edel, Straßburg    | 950 mm      | 550 kg  | as′ -8    |
| 4      | 1953     | F. W. Schilling, Heidelberg | 900 mm      | 463 kg  | b′ -8     |
| 5      | 1714     | H. H. Weitnauer, Basel      | 500 mm      | 150 kg  | a″ -11    |

Die Uhrzeit lässt sich an Zifferblättern auf allen vier Seiten des Nordturms ablesen. Die Glocken des Kerngeläutes sind in den Uhrschlag der Turmuhr einbezogen; Glocke 1 schlägt zu jeder vollen Stunde, die Glocken 2 bis 4 sorgen für den Viertelstundenschlag.

## Ausstattung

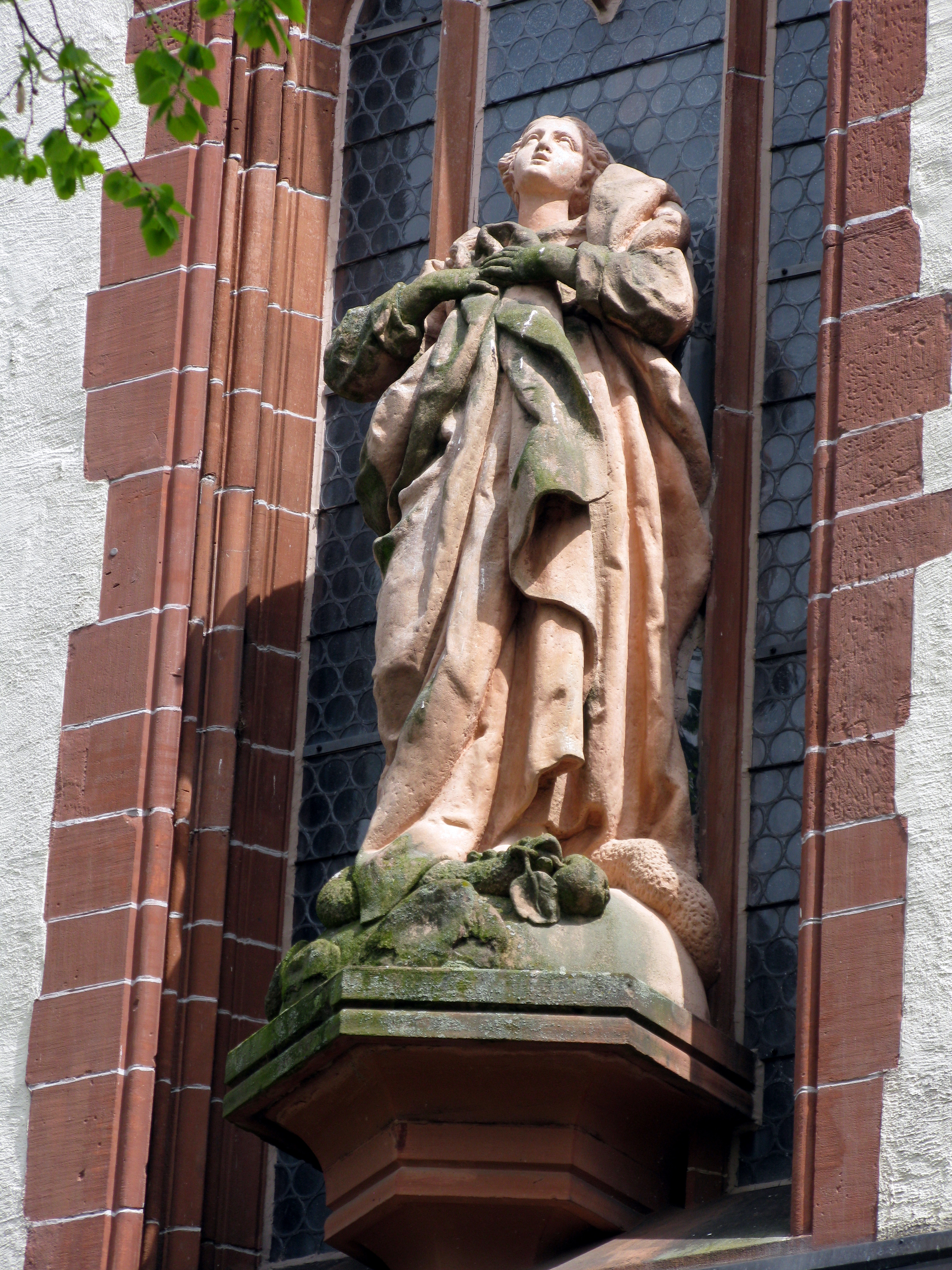
Madonna über dem Portal

In der mittleren Skulpturennische der Fassade steht eine große Steinfigur der Immaculata. „Die hohe Gestalt ist von einem Mantel aus schwerem Stoff ganz umhüllt. Der Kopf tritt auf kräftigem Hals klein aus dem Körper hervor. <...> Ihr nackter Fuß tritt auf die Schlange der Sünde mit dem Apfel der Verführung.“ Ingeborg Krummer-Schroth bestätigt in ihrer Monographie die Zuschreibung an Wentzinger und erkennt römische Vorbilder, findet ihnen gegenüber die Kenzinger Figur allerdings grob. In den seitlichen Skulpturennischen stehen Marias Eltern nach dem Protoevangelium des Jakobus Joachim und Anna.

Stuckvorhänge der Seitenkapellen
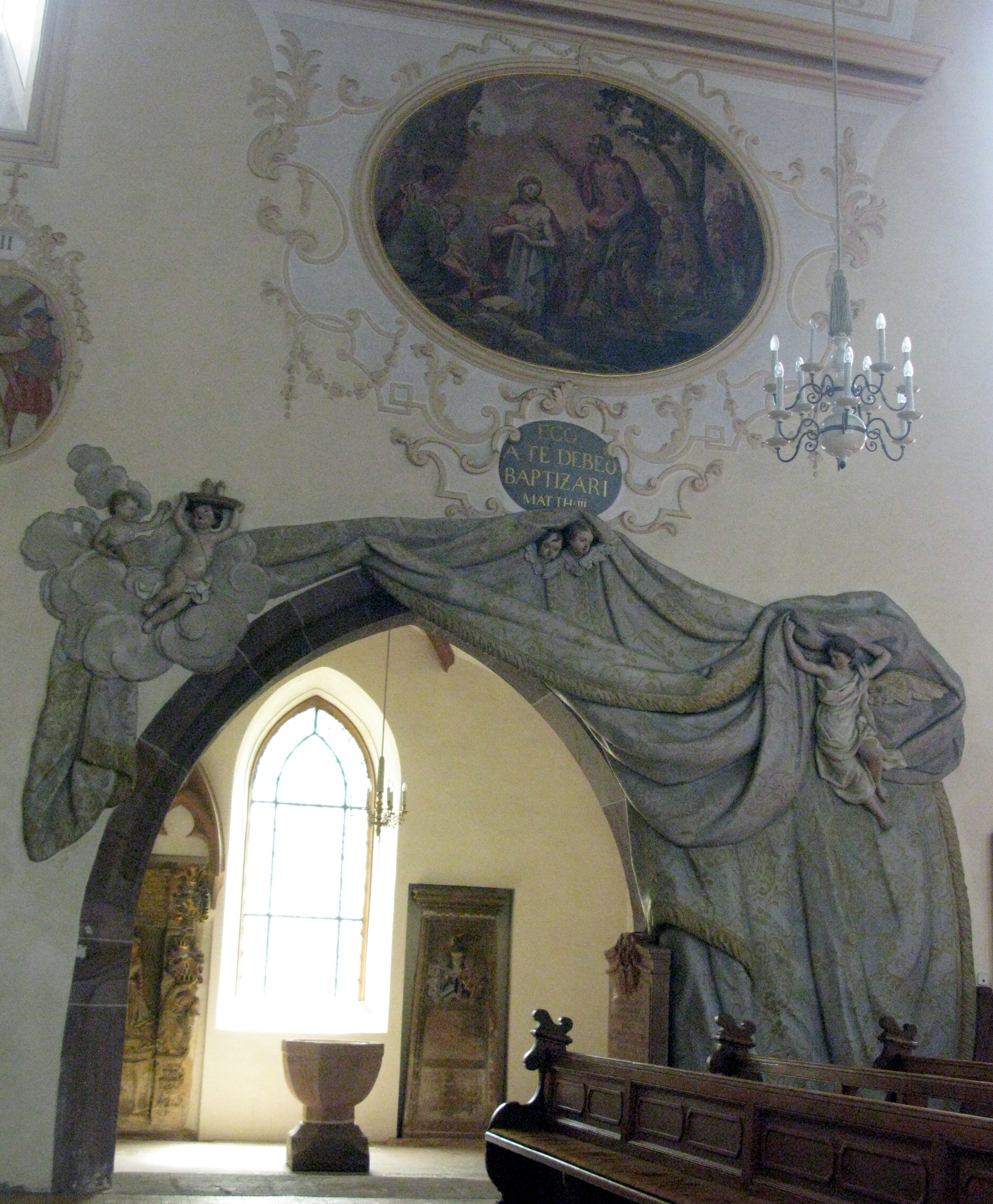
Hürnheimerkapelle
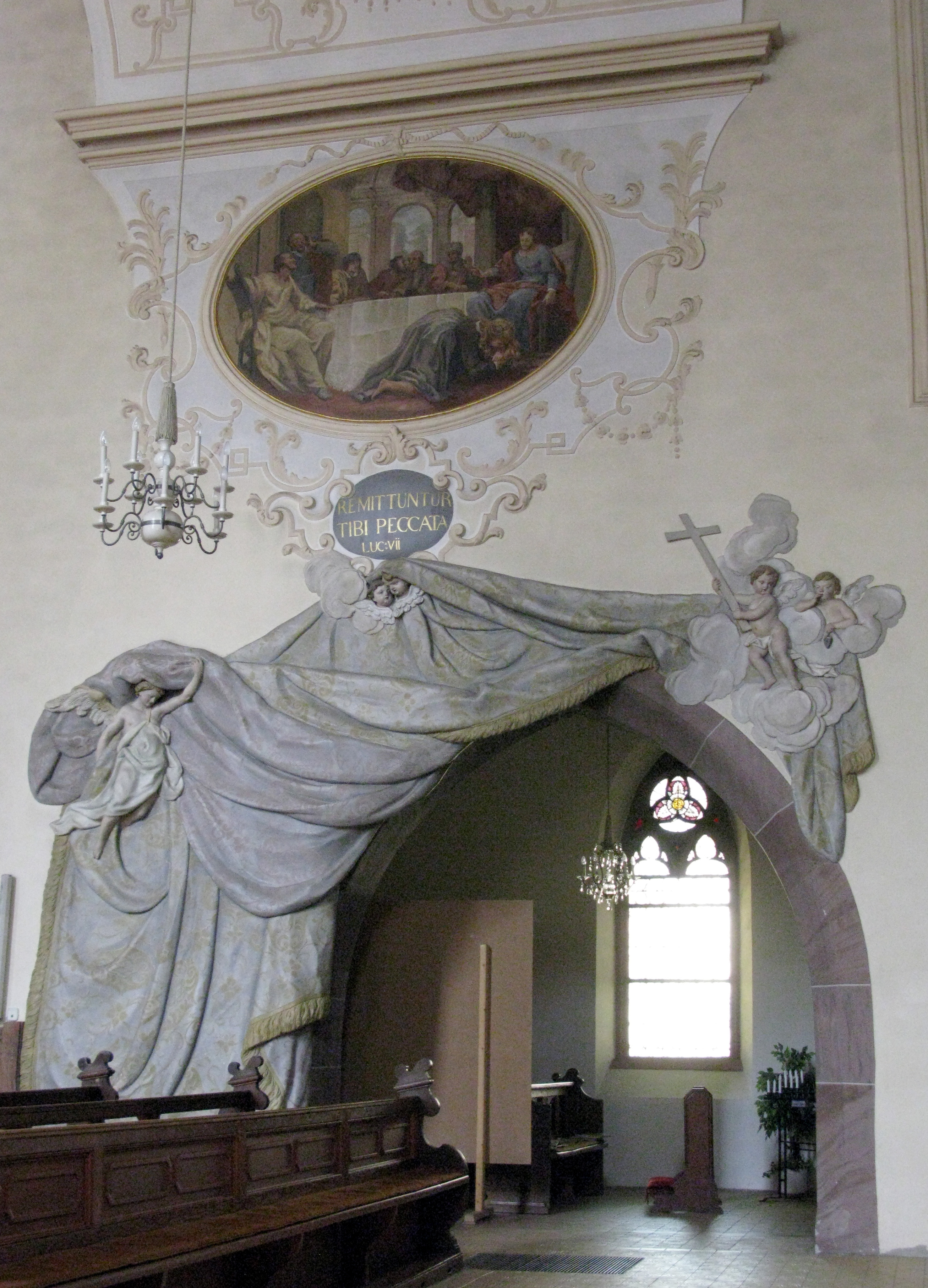
Nordkapelle

Der Deckenstuck im Inneren wurde von dem Stuckateur Bartholomäus Schmid († 1744 in Freiburg im Breisgau) angebracht. Anders die großen Stoffdraperien, mit denen die Spitzbogenöffnungen zu den beiden Seitenkapellen verkleidet sind. Sie sollen wieder von Wentzingers Hand sein. „Die schweren schwungvollen Stoffbahnen werden auf der einen Seite je von einem großen schwebenden Engel gehalten, auf der anderen Seite sind je zwei Putten auf Wolken. Auf der Südseite halten die Putten ein Meßtablett mit Kännchen und das Meßbuch, auf der Nordseite trägt einer das Kreuz, der andere hält den Finger Schweigen gebietend vor den Mund und zeigt ein Schloß, das Beichtgeheimnis andeutend.“ Wieder erkennt Krummer-Schroth römische Vorbilder.

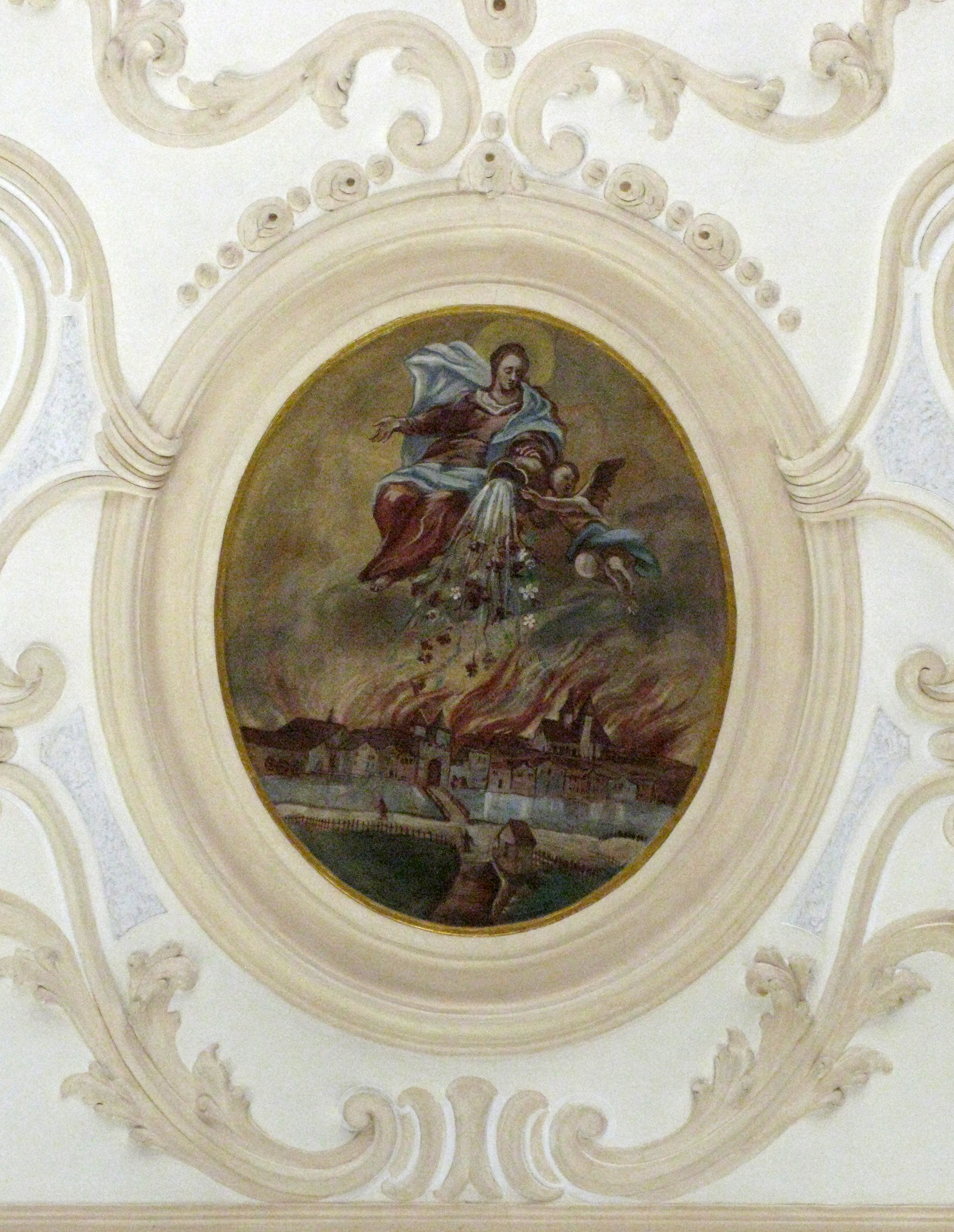
Maria schützt St. Laurentius

Der Künstler der Deckengemälde des Langhauses ist unbekannt. Thema ist das frühere Marienpatronat. Das östliche Bild zeigt die Verkündigung an Maria, das mittlere Mariä Aufnahme in den Himmel, das westliche die Huldigung der Welt vor Maria. Von mehreren kleinen Kreisen und Ovalen zeigt eines, wie Maria beim Brand von 1638 ihre Kirche schützt, als die Schweden im Dreißigjährigen Krieg Kenzingen in Brand steckten.
Der mittelalterliche Hochaltar war nach Pfarrer Garniers Prothocollum „mit Zierden und vergoldeten Figuren versehen und er war daher mit Türen nach Art einer Kiste gebaut, mit Türmchen und Zellen, die übereinander gesetzt waren. Er war, wie eine Inschrift besagte, 1503 notdürftig renoviert worden, aber jetzt so verunstaltet, daß er der Pracht des jetzigen Gotteshauses in keinster Weise <sic!> entsprach“. Teile des Altars kamen bei der Barockisierung auf den Dachboden der Kenzinger Franziskanerkirche und wurden bei einer Entrümpelung 1891 zum Verbrennen auf die Straße geworfen. Kenzinger Bürger retteten zwei Skulpturen. Eine soll der dem Hans Wydyz zugeschriebene Johannes der Evangelist des Freiburger Augustinermuseums sein. Rieder glaubt danach, der Altar in St. Laurentius könnte die Qualität von Schnitzaltären des Veit Stoß oder Tilman Riemenschneider besessen haben. Nach neuerer Ansicht stammt der Johannes des Augustinermuseums allerdings aus Kloster Wonnental.

Figuren vom barocken Hochaltar
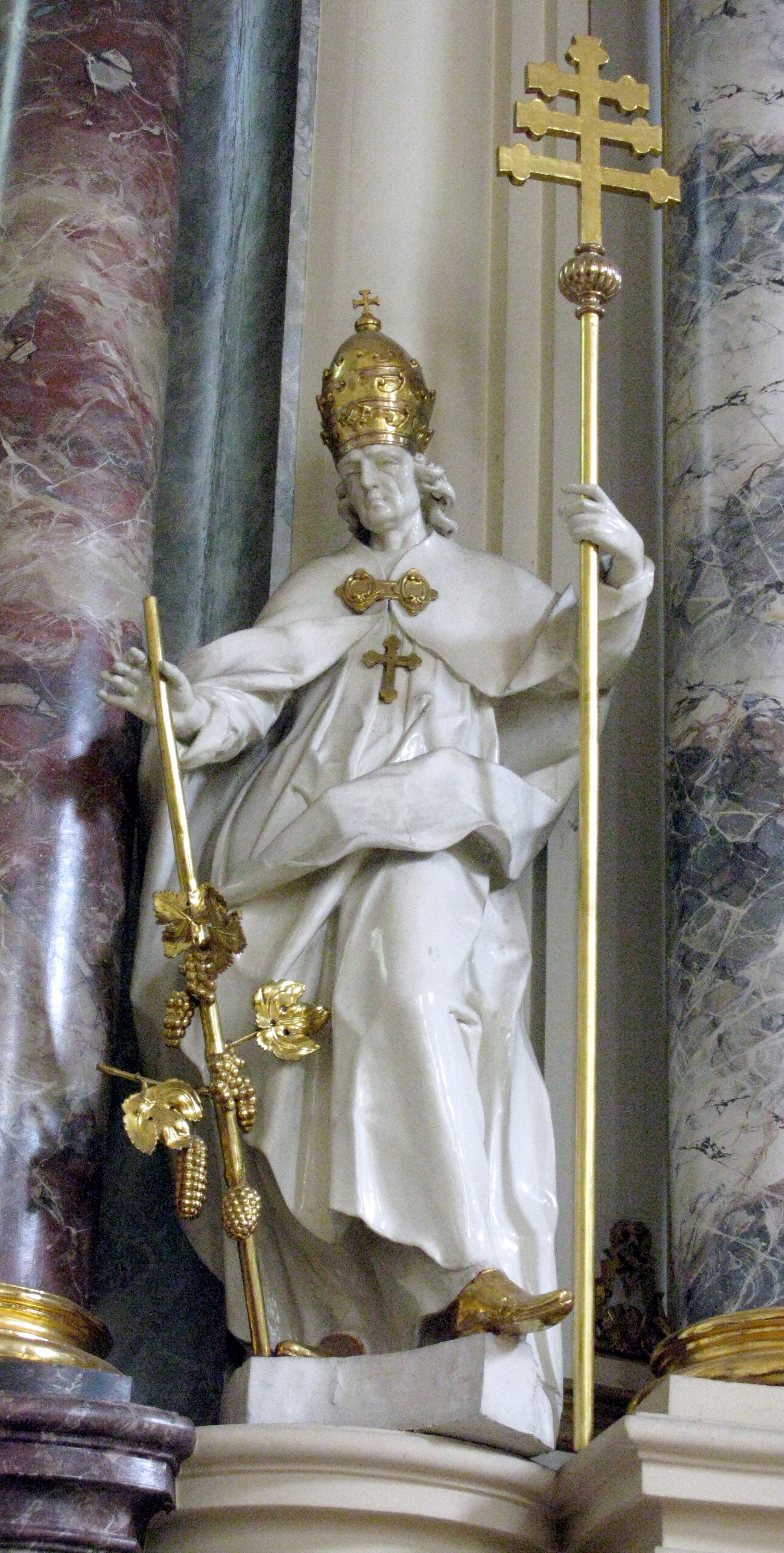
Urban
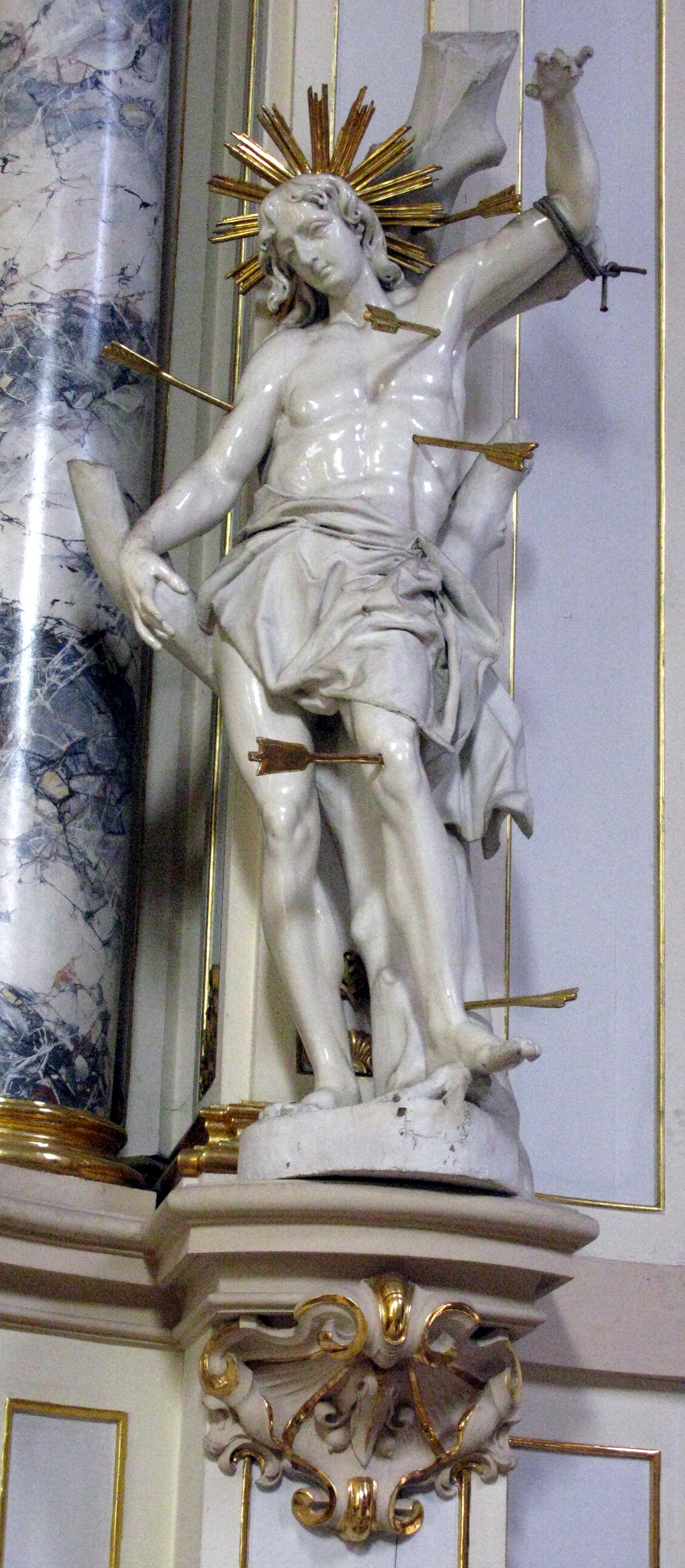
Sebastian
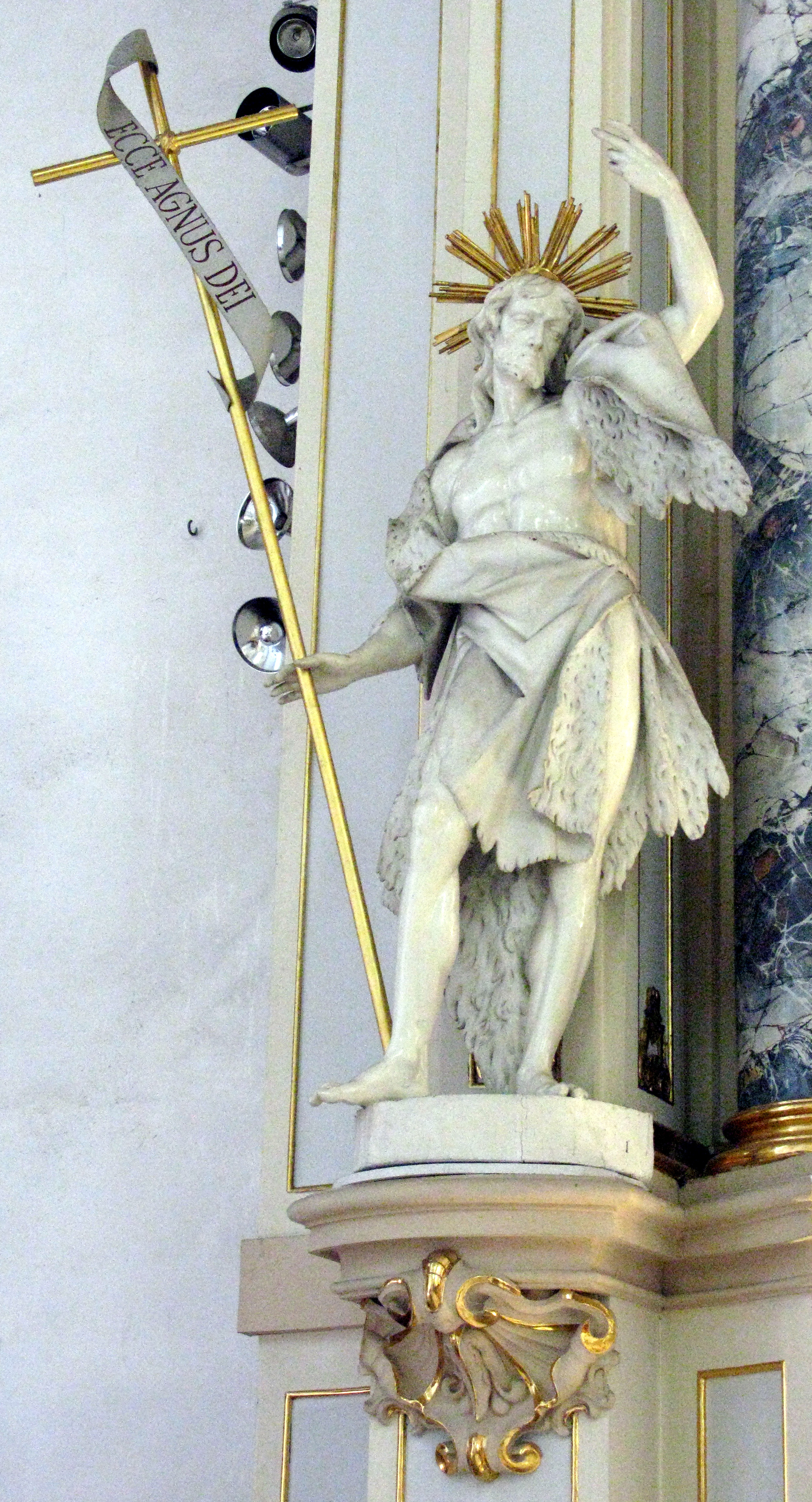
Johannes der Täufer
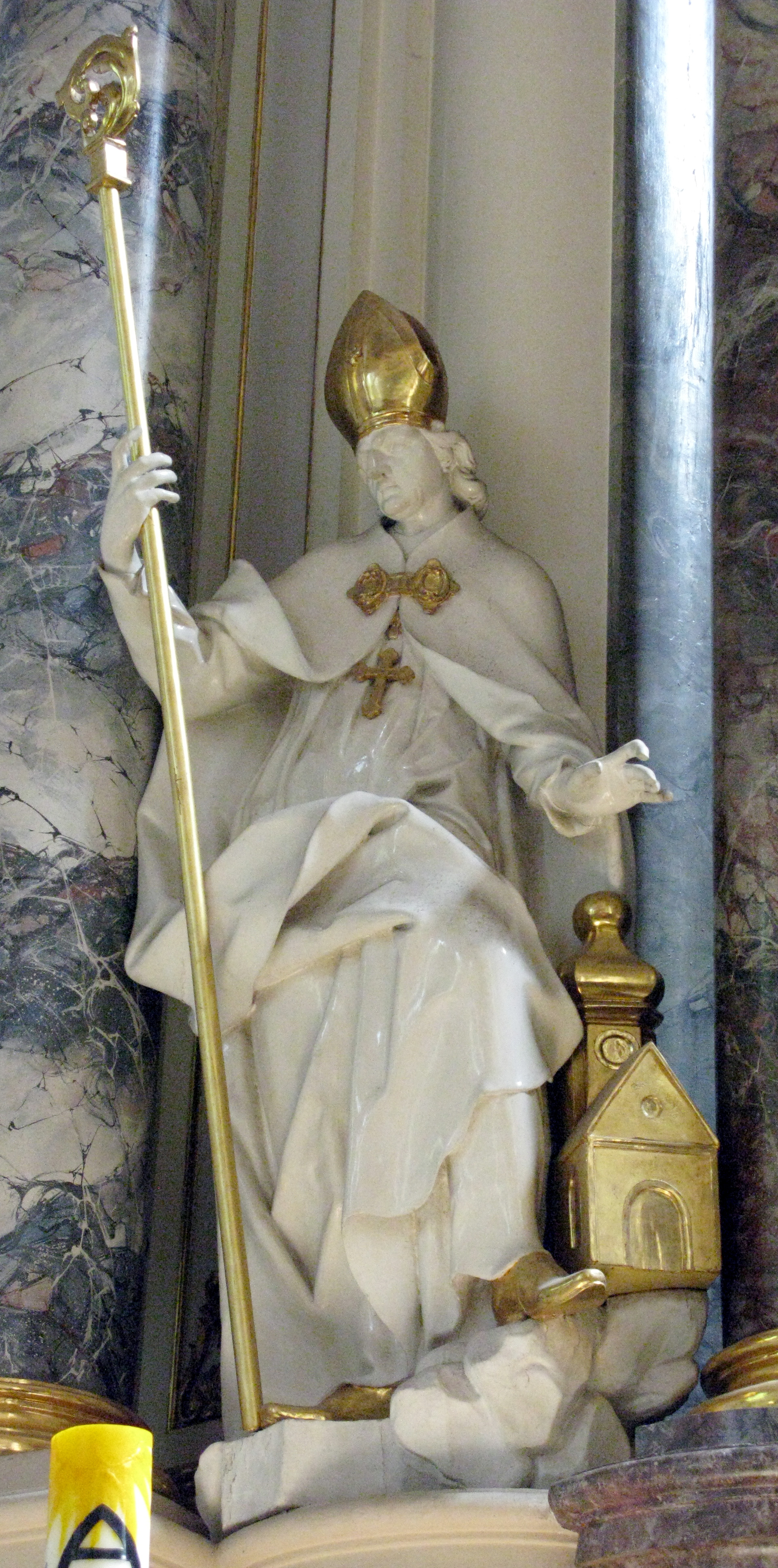
Konrad von Konstanz

Garniers barocker Hochaltar wiederum, von Johann Michael Winterhalder gefertigt, wich 1904/06 einem neugotischen aus der Werkstatt Franz Joseph Simmlers und dient seitdem, verschmälert, als linker Seitenaltar. Der rechte Seitenaltar wurde ebenfalls 1904/06 durch Simmler nach dem Muster des linken hergestellt.  Vier holzgeschnitzte Statuen Winterhalders kamen vom barocken Hochaltar an den Triumphbogen, von links nach rechts Papst Urban I. mit einem von Weintrauben umrankten Stab, Sebastian von Pfeilen durchbohrt, Johannes der Täufer im Fellgewand mit seinem Kreuzstab mit dem Spruchband „ECCE AGNUS DEI“ und Konrad von Konstanz mit einem Kirchenmodell.
Die barocke Kanzel stammt aus dem Kloster Wonnental. Auf dem Schalldeckel steht Christus als Salvator mundi, umgeben von den Symbolen der vier Evangelisten.

### Hürnheimerkapelle
Die drei figürlichen Grabmäler der Hürnheimerkapelle sind in feinkörnigem grauen Sandstein gehauen, vermutlich von Christoph von Urach. Sie sind heute anders angeordnet als ursprünglich, aber wie ursprünglich auf den Altar im Osten (mit einem Gemälde Tod des heiligen Josef) bezogen. Beatrix kniet hinter einem mit Renaissance-Motiven verzierten Betstuhl. Zwar senkt sie die Augen auf das Gebetbuch, doch ist ihre Haltung auf den Altar orientiert. Wolf von Hürnheim steht mit geöffneten Augen und gefalteten Händen. Zu seinen Seiten stehen links der heilige Georg im Kampf mit dem Drachen, rechts der heilige Wolfgang von Regensburg mit einem Kirchenmodell.  Auch die zuerst Verstorbene, Veronika, kniet an einem Betpult, dessen Perspektive die Hinwendung zum Altar noch unterstreicht. „Alle drei Arbeiten desselben Meisters zeigen ein vorzügliches Können im Komposition, Zeichnung und Ausführung und gehören mit zu den besten und individuellsten unter den einfacheren Grabdenkmälern, die uns aus den Zeiten des beginnenden 16. Jhs. erhalten sind.“

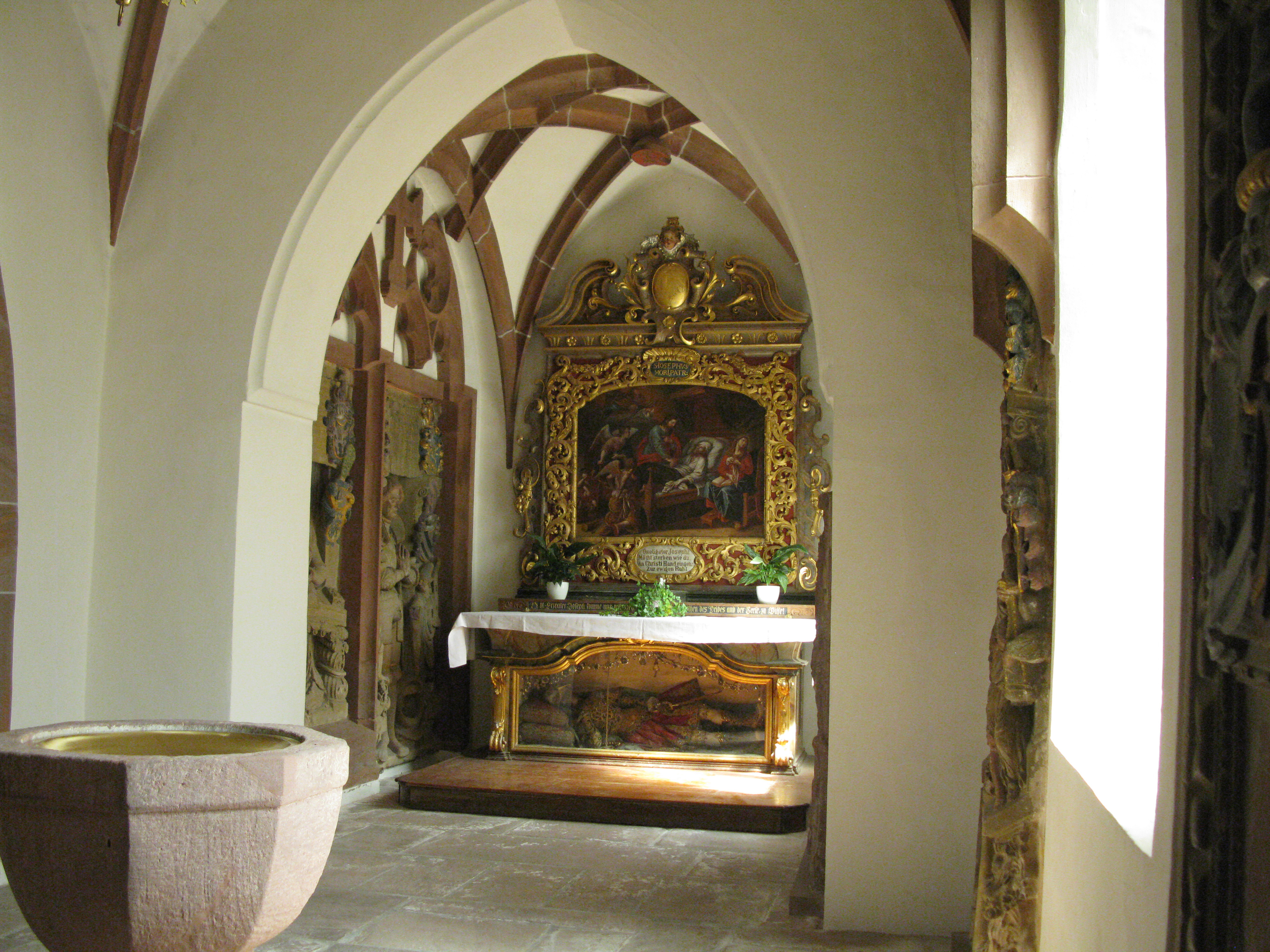
Blick zum Altar mit dem Tod des heiligen Josef
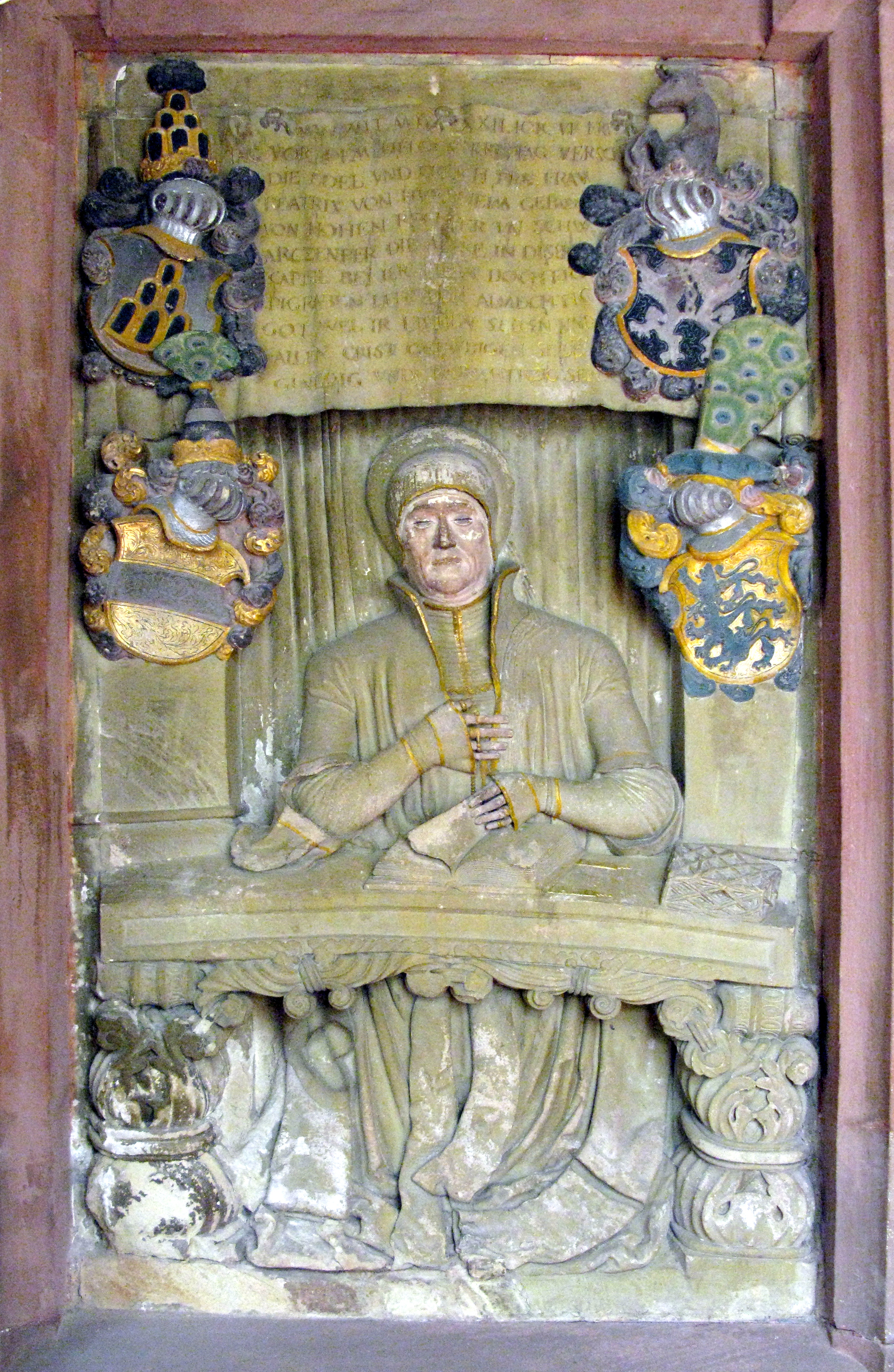
Beatrix
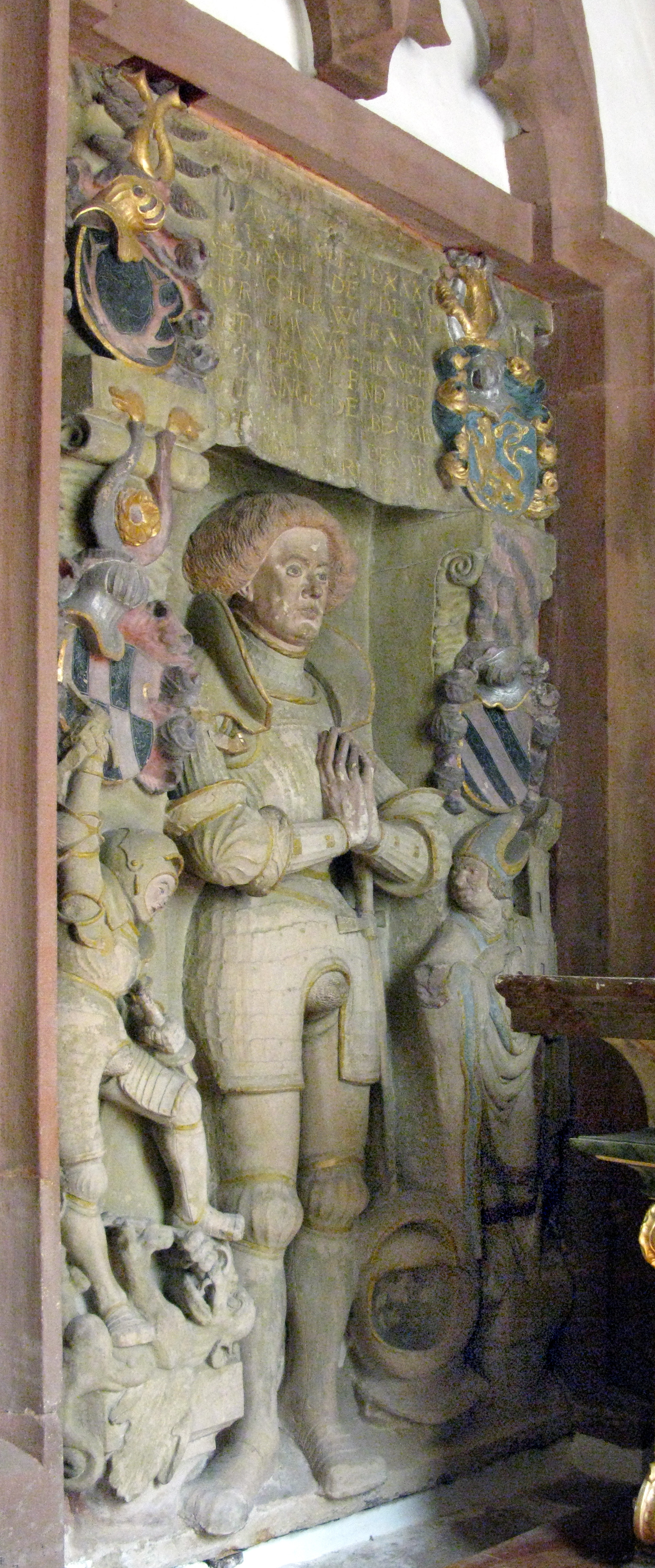
Wolf
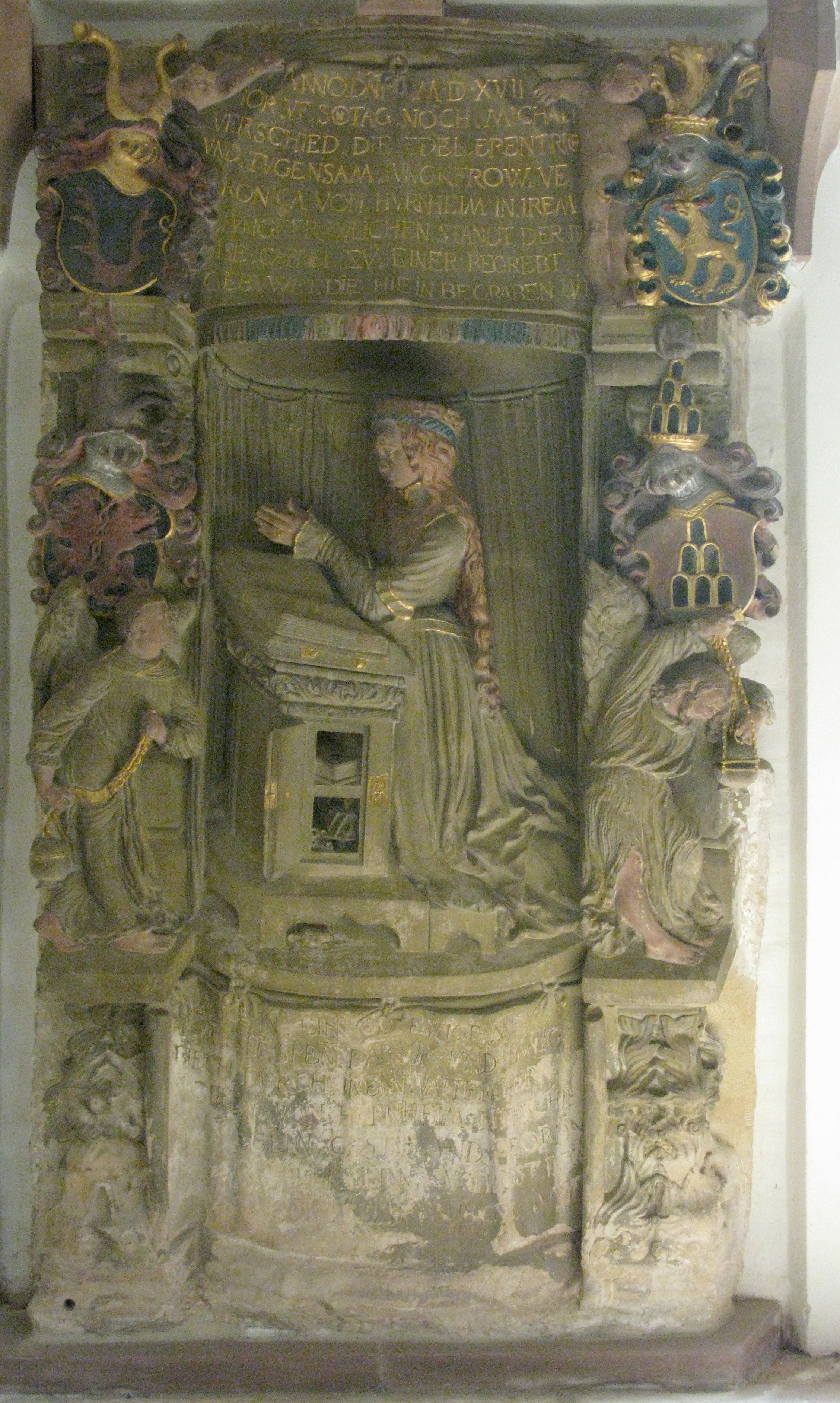
Veronika

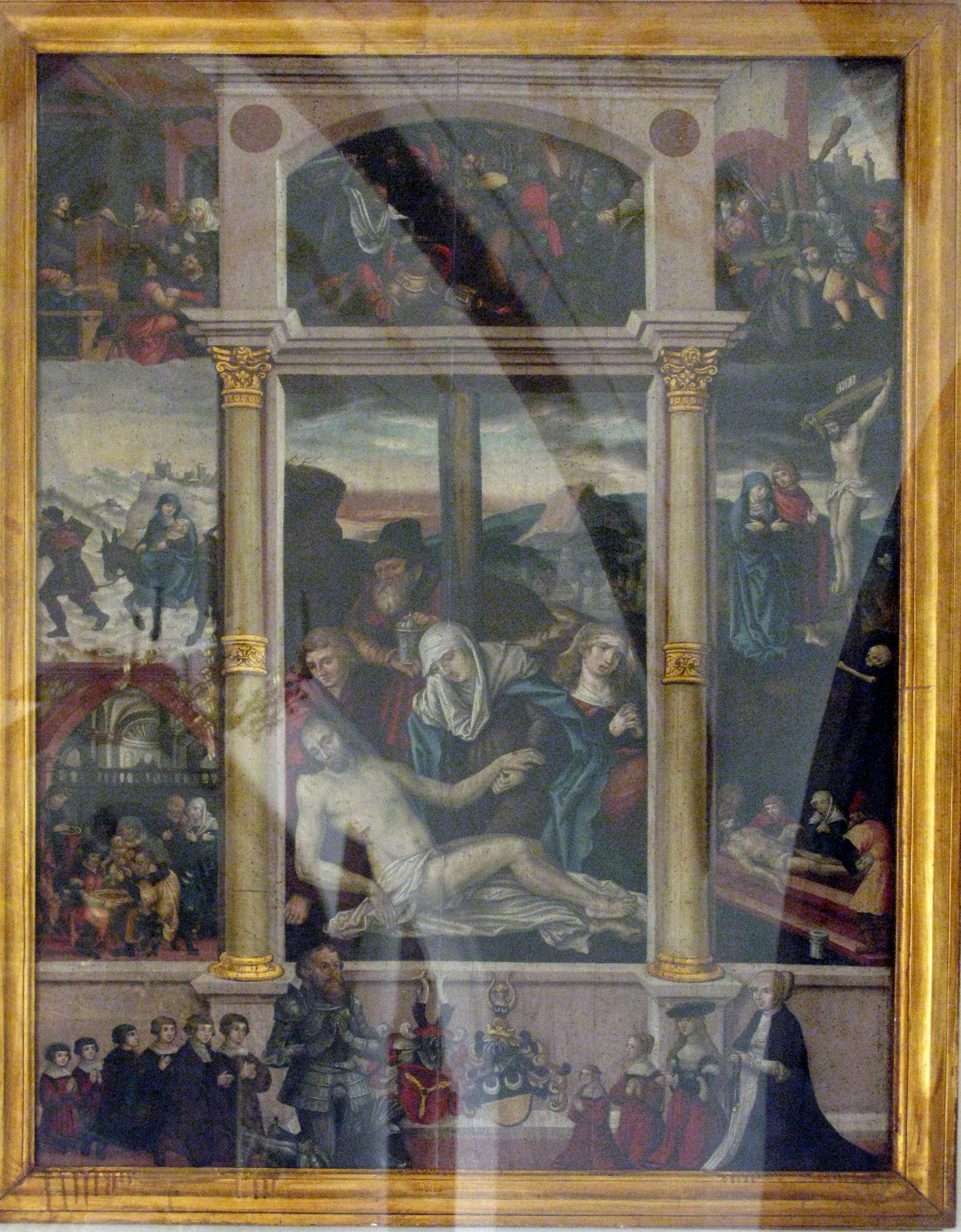
Die sieben Schmerzen Mariens

Gegenüber dem Altar hängt ein aus der Nordkapelle stammendes Ölgemälde auf Holz aus der Mitte des 16. Jahrhunderts, Die sieben Schmerzen Mariens, darunter kniend links der Stifter Caspar von Rippenheim († 1562) mit sechs Söhnen, rechts seine Gemahlin mit drei Töchtern. Um das zentrale Bild einer Pietà gruppieren sich im Uhrzeigersinn, von links unten ausgehend
- die Weissagung Simeons bei der Darstellung Jesu im Jerusalemer Tempel „Deine Seele wird ein Schwert durchdringen“ (Lk 2,25-35 EU);
- die Flucht nach Ägypten (Mt 2,13 EU);
- das Zurückbleiben des zwölfjährigen Jesus im Jerusalemer Tempel (Lk 2,41ff EU);
- die Gefangennahme Jesu (Joh 18,1-11 EU);
- die Kreuztragung (Joh 19,17 EU) und die Begegnung mit Simon von Cyrene (Lk 23,26 EU);
- Maria und Johannes unter dem Kreuz (Joh 19,25-27 EU) und
- die Grablegung (Joh 19,31ff. EU).

### Nördliche Seitenkapelle

Ölberggruppe
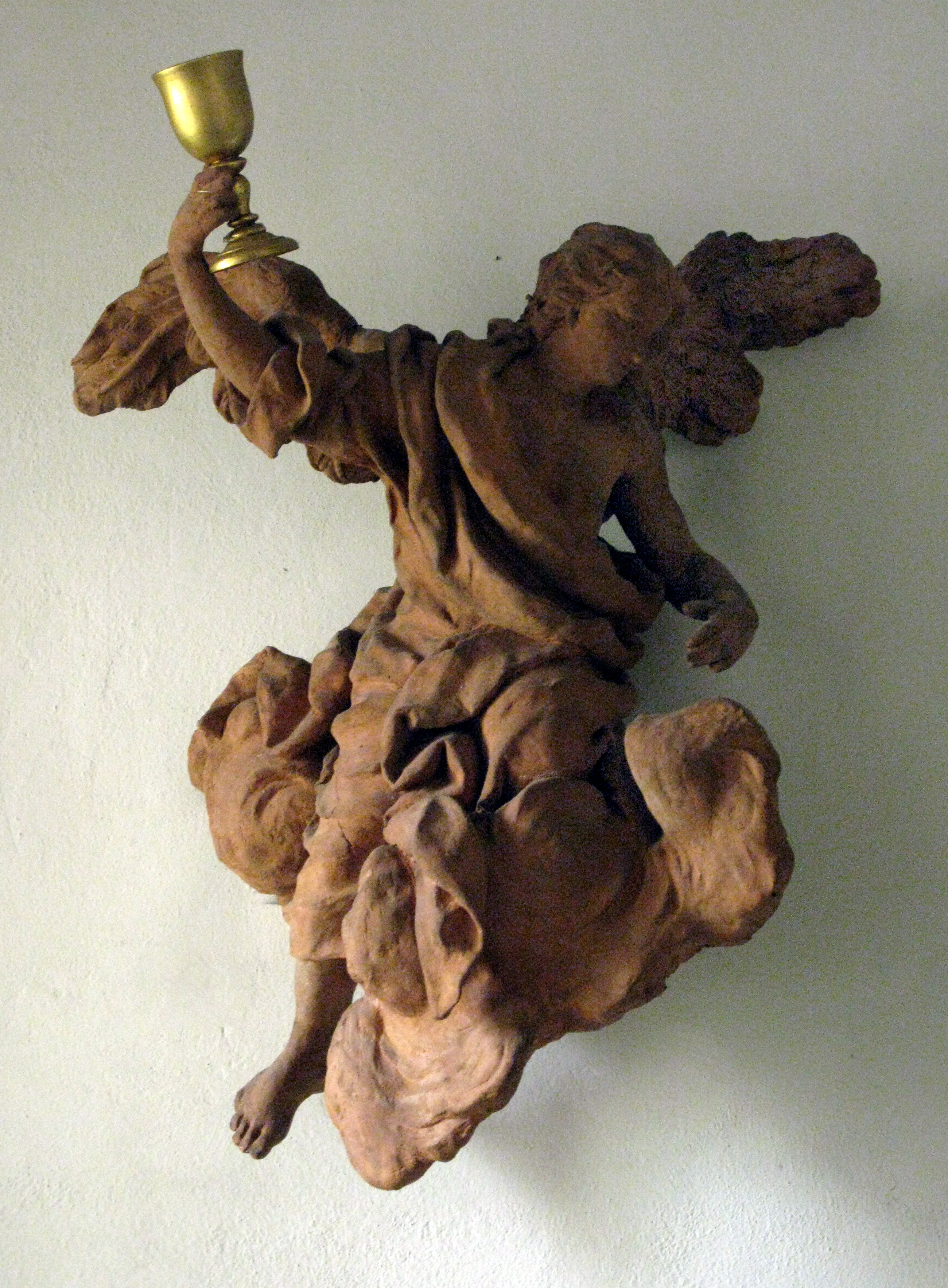
Engel mit Kelch
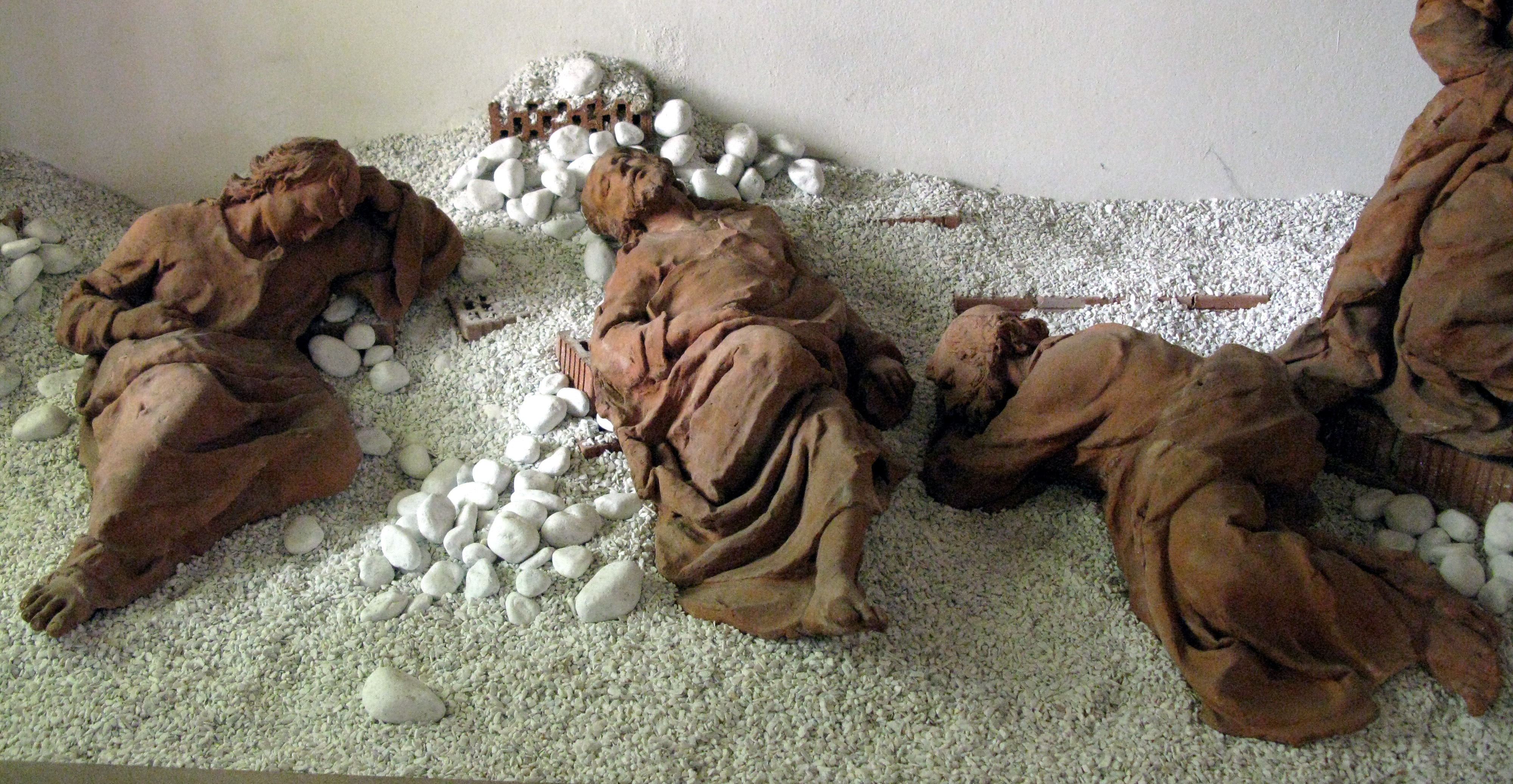
Apostel
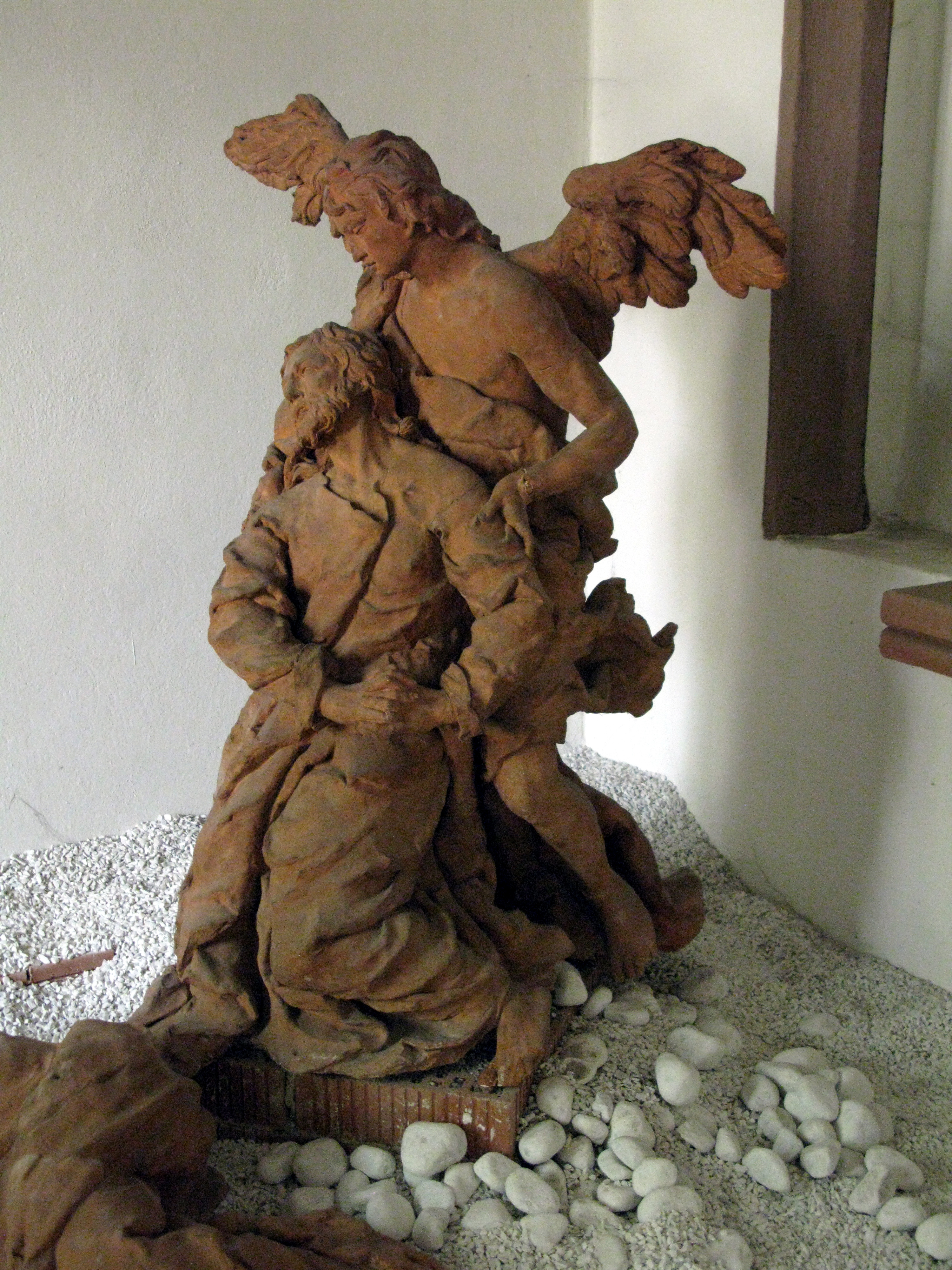
Jesus mit Engel

In der nördlichen Kapelle befinden sich heute die Reste einer Ölberggruppe aus Ton. Das Prothocollum berichtet:

„Mons oliveti priori aevo ad dextrum Latus frontispicyj prostabat pictures et statuis lapideis excultus, atque saepius quidem sumptibus honorarius parochianorum pro forma tantum renovatus, neglecta reparatione aediculae unde qua putrida et statuarum valde mutilatarum ss ut igitur frontispicio Suus prospectus monti vero oliveti suus cultus debite reddatur, eundem Anno 1734 pro opportunitate Situationis intra fulcimenta exterioris Chori Collocavi arte plastices exornatum sumptibus partim meis, partim Ecclesiae.“

„Der Ölberg, der sich in früherer Zeit auf der rechten Seite der Fassade befand, war ausgestattet mit Gemälden und steinernen ausgehauenen Figuren und obwohl er sicherlich öfters auf Kosten der ehrenwerten Pfarrkinder in seiner Form renoviert wurde, war sein Gehäuse durch vernachlässigte Reparatur allenthalben faul und die Statuen fast zerstört. Da infolgedessen der Fassade ihr Aussehen und dem Ölberg sein Kultus wiedergegeben werden mußte, habe ich ihn in dem Jahre 1734 wegen der günstigen Lage zwischen die äußeren Strebepfleiler des Chores versetzen lassen und teils auf meine Kosten, teils auf Kosten der Kirche mit Bildwerken geschmückt.“

Den Künstler nennt Garnier nicht – die Ölberggruppe ist das letzte Wentzinger zugeschriebene Kenzinger Werk. Erst außen am Chor, jetzt im Inneren – seinetwegen wurde das Gemälde Die sieben Schmerzen Mariens in die Hürnheimerkapelle transferiert –, ist es schlecht erhalten; schon 1956 stellte ein Restaurator fest, die Apostel „bestünden aus kaum 2/3 Terracotta, sonst mit Gips ergänzt“.
Der Körper des Engels mit dem Kelch (Lk 22,39-46 ) ist „verschmolzen mit der Wolke, auf der er rittlings sitzt. Gewand und Mantel sind plastisch kraftvoll und sicher modelliert, die Glieder wunderbar bewegt, das Antlitz lebendig“. Die schlafenden Apostel, „miserabel mit Gips ergänzt“, sind schwer zu beurteilen. Jakobus der Ältere schnarcht mit geöffnetem Mund. „Im zehn Jahre später entstandenen Ölberg von Staufen finden wir Verwandtes, aber in sicherer und großartiger Ausarbeitung.“ Die Gruppe des zusammengebrochenen Jesus mit dem Engel, der ihn liebreich umfängt, ist ikonographisch ungewöhnlich. „Das feine mitleidsvolle Antlitz des Engels, das von den leicht gewellten Haaren mit der Stirnlocke umrahmt ist, ist dem stillen Antlitz Christi in St. Peter sehr verwandt. In Kenzingen aber ist die Gestalt Christi breitschultriger, nicht in sich ruhend, sondern vom Schmerz bewegt. Sein Kopf ist aufgereckt, das Antlitz verstört mit zusammengezogenen Brauen und klagend geöffnetem Mund. Christus ringt die betend ineinander verkrampften Hände und birgt das Haupt in den Armen des Engels.“

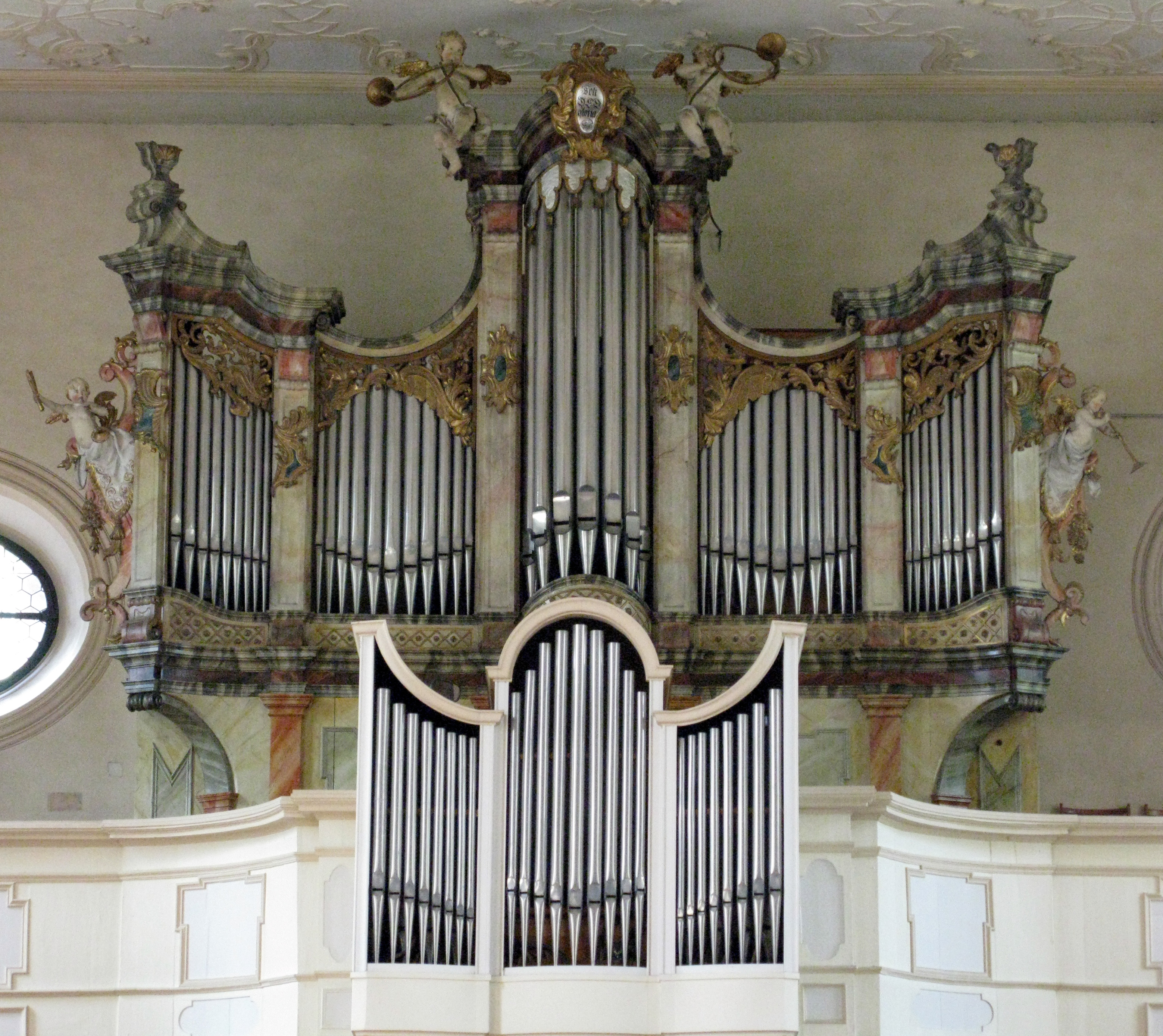
Orgel St. Laurentius

### Orgel
Auf der Empore im hinteren Bereich der Kirche befindet sich eine Orgel, die 1964 als Opus 4 von der Werkstatt Freiburger Orgelbau August Späth gebaut wurde. Sie verfügt über 33 Register auf drei Manualen und Pedal und freistehendem Spieltisch. Das Gehäuse stammt von der Vorgängerorgel und wurde mit einem Rückpositiv ergänzt.